# 張全亮
張全亮（1941年10月—），北京大兴人，回族，中國武術家，中國武術八段。曾任北京市大興建築工程總公司黨委書記、北京市大興區人大常委會委員。

## 生平
1941年出生于北京市大兴区榆垡镇。1956年开始习武，學過查滑拳、形意拳、太极拳、八极拳、通背拳等武術，1974年隨李子鸣學習八卦掌，1985年隨王培生學習吴式太极拳。
2007年，擔任中央電視台《武林大会》栏目专家评委。